# Kandydaci Partii Demokratycznej w wyborach prezydenckich w Stanach Zjednoczonych
To jest pełna lista kandydatów na urząd prezydenta Stanów Zjednoczonych i wiceprezydenta Stanów Zjednoczonych, którzy startowali z ramienia Partii Demokratycznej. Z wyjątkiem Andrew Jacksona w 1828 roku wszyscy kandydaci zostali wyłonieni przez głosowanie na Konwencji Partii Demokratycznej.
| Rok                                                                   | Kandydat na prezydenta                                    | Kandydat na prezydenta | Kandydat na prezydenta | Kandydat na wiceprezydenta                                  | Kandydat na wiceprezydenta | Kandydat na wiceprezydenta | Wynik              | Wynik              | Wynik                               | Wynik             | Wynik                                             |
| Rok                                                                   | Kandydat                                                  | Stan                   | Doświadczenie | Kandydat                                                    | Stan                       | Doświadczenie | Głosy bezpośrednie | Głosy bezpośrednie | Głosy elektorskie                   | Głosy elektorskie | Zwycięstwo                                        |
| Rok                                                                   | Kandydat                                                  | Stan                   | Doświadczenie | Kandydat                                                    | Stan                       | Doświadczenie | Głosy              | %                  | Głosy                               | %                 | Zwycięstwo                                        |
| --------------------------------------------------------------------- | --------------------------------------------------------- | ---------------------- | --- | ----------------------------------------------------------- | -------------------------- | --- | ------------------ | ------------------ | ----------------------------------- | ----------------- | ------------------------------------------------- |
| 1828                                                                  | Andrew Jackson (ur. 15 III 1767, zm. 8 VI 1845)           | Tennessee              | Członek Izby Reprezentantów USA (1796–1797) Senator USA (1797–1798) Gubernator wojskowy stanu Floryda (1812) Senator USA (1823–1825)                                                                      | John Caldwell Calhoun (ur. 18 III 1782, zm. 30 III 1850)    | Karolina Południowa        | Członek Izby Reprezentantów USA (1811–1817) Sekretarz wojny USA (1817–1825) | 642 806            | 55,93              | Jackson: 178/261 Calhoun: 171/261   | P: 82,41 W: 65.52 | T                                                 |
| 1832                                                                  | Andrew Jackson (ur. 15 III 1767, zm. 8 VI 1845)           | Tennessee              | Członek Izby Reprezentantów USA (1796–1797) Senator USA (1797–1798) Gubernator wojskowy stanu Floryda (1812) Senator USA (1823–1825)                                                                      | Martin Van Buren (ur. 5 XII 1782, zm. 24 VII 1862)          | Nowy Jork                  | Senator USA (1821–1828) Gubernator stanu Nowy Jork (1829) Sekretarz stanu USA (1829–1831) Ambasador USA w Wielkiej Brytanii (1831–1832)                                                             | 701 780            | 54,23              | Jackson: 219/286 Van Buren: 189/286 | P: 76,57 W: 66,08 | T                                                 |
| 1836                                                                  | Martin Van Buren (ur. 5 XII 1782, zm. 24 VII 1862)        | Nowy Jork              | Senator USA (1821–1828) Gubernator stanu Nowy Jork (1829) Sekretarz stanu USA (1829–1831) Ambasador USA w Wielkiej Brytanii (1831–1832) Wiceprezydent USA (1829–1833)                                     | Richard Mentor Johnson (ur. 17 X 1780, zm. 19 XI 1850)      | Kentucky                   | Członek Izby Reprezentantów USA (1807–1819) Senator USA (1819–1829) Członek Izby Reprezentantów USA (1829–1837)                                                                                     | 764 176            | 50,83              | Van Buren: 170/294 Johnson: 147/294 | P: 57,82 W: 50,00 | T                                                 |
| 1840                                                                  | Martin Van Buren (ur. 5 XII 1782, zm. 24 VII 1862)        | Nowy Jork              | Senator USA (1821–1828) Gubernator stanu Nowy Jork (1829) Sekretarz stanu USA (1829–1831) Ambasador USA w Wielkiej Brytanii (1831–1832) Wiceprezydent USA (1829–1833)                                     | –                                                           | –                          | – | 1 128 854          | 46,81              | 60/294                              | 20,41             | · William Henry Harrison / · John Tyler           |
| 1844                                                                  | James Knox Polk (ur. 2 XI 1795, zm. 24 VII 1849)          | Tennessee              | Członek Izby Reprezentantów USA (1825–1839) Spiker Izby Reprezentantów USA (1835–1839) Gubernator stanu Tennessee (1839–1841)                                                                             | George Mifflin Dallas (ur. 10 VII 1792, zm. 31 XII 1864)    | Pensylwania                | Burmistrz Filadelfii (1828–1829) Ambasador USA w Rosji (1837–1839) Senator USA (1839–1841) | 1 339 494          | 49,5%              | 170/275                             | 61,81             | T                                                 |
| 1848                                                                  | Lewis Cass (ur. 9 X 1782, zm. 17 VI 1866)                 | Michigan               | Gubernator terytorialny stanu Michigan (1813–1831) Sekretarz wojny USA (1831–1836) | William Orlando Butler (ur. 19 IV 1791, zm. 6 VIII 1880)    | Kentucky                   | Członek Izby Reprezentantów USA (1839–1843) | 1 223 460          | 42,5%              | 127/290                             | 43,79             | · Zachary Taylor / · Millard Fillmore             |
| 1852                                                                  | Franklin Pierce (ur. 23 XI 1804, zm. 8 X 1869)            | New Hampshire          | Członek Izby Reprezentantów USA (1833–1837) Senator USA (1837–1842) | William Rufus King (ur. 7 IV 1786, zm. 18 IV 1853)          | Alabama                    | Członek Izby Reprezentantów USA (1811–1816) Senator USA (1819–1844) Przewodniczący pro tempore Senatu USA (1836–1841) Senator USA (1848–1852) Przewodniczący pro tempore Senatu USA (1850–1852)     | 1 607 510          | 50,84              | 254/296                             | 85,81             | T                                                 |
| 1856                                                                  | James Buchanan (ur. 23 IV 1791, zm. 1 VI 1868)            | Pensylwania            | Członek Izby Reprezentantów USA (1833–1837) Senator USA (1837–1842) Sekretarz stanu USA (1845–1849) | John Cabell Breckinridge (ur. 16 I 1821, zm. 17 V 1875)     | Kentucky                   | Członek Izby Reprezentantów USA (1833–1837) | 1 836 072          | 45,28              | 174/296                             | 58,78             | T                                                 |
| 1860                                                                  | Stephen Arnold Douglas (ur. 23 IV 1813, zm. 3 VI 1861)    | Illinois               | Członek Izby Reprezentantów USA (1843–1847) Senator USA (1847–1861) | Herschel Vespasian Johnson (ur. 18 IX 1812, zm. 16 IV 1880) | Georgia                    | Senator USA (1847–1861) Gubernator stanu Georgia (1853–1857) | 1 380 202          | 29,46              | 12/303                              | 3,96              | · Abraham Lincoln / · Hannibal Hamlin             |
| 1864                                                                  | George Brinton McClellan (ur. 3 XII 1826, zm. 29 X 1885)  | New Jersey             | Naczelny dowódca Armii Unii (1861–1862) | George Hunt Pendleton (ur. 19 VII 1825, zm. 24 XI 1889)     | Ohio                       | Członek Izby Reprezentantów USA (1857–1865) | 2 218 388          | 44,96              | 21/233                              | 9,01              | · Abraham Lincoln / · Andrew Johnson              |
| 1868                                                                  | Horatio Seymour (ur. 31 V 1810, zm. 12 II 1886)           | Nowy Jork              | Gubernator stanu Nowy Jork (1853–1854) (1863–1864) | Francis Preston Blair Jr. (ur. 19 II 1821, zm. 8 VII 1875)  | Missouri                   | Członek Izby Reprezentantów USA (1861–1864) (1860) (1857–1859) | 2 708 744          | 47,34              | 80/294                              | 27,21             | · Ulysses Grant / · Schuyler Colfax               |
| 1872                                                                  | Horace Greeley (ur. 3 II 1811, zm. 29 XI 1872)            | Nowy Jork              | Członek Izby Reprezentantów USA (1848–1849) | Benjamin Gratz Brown (ur. 28 V 1826, zm. 13 XII 1885)       | Missouri                   | Gubernator stanu Missouri (1871–1873) Senator USA (1863–1867) | 2 834 761          | 43,78              | 3/352                               | 18,75             | · Ulysses Grant / · Henry Wilson                  |
| 1876                                                                  | Samuel Jones Tilden (ur. 9 II 1814, zm. 4 VIII 1886)      | Nowy Jork              | Gubernator stanu Nowy Jork (1875–1876) | Thomas Andrews Hendricks (ur. 7 IX 1819, zm. 25 XI 1885)    | Indiana                    | Członek Izby Reprezentantów USA (1848–1849) Senator USA (1863–1869) Gubernator stanu Indiana (1873–1877)                                                                                            | 4 286 808          | 50,92              | 184/369                             | 49,86             | · Rutherford Hayes / · William Wheeler            |
| 1880                                                                  | Winfield Scott Hancock (ur. 14 II 1824, zm. 9 II 1886)    | Pensylwania            | Dowódca Piątego Okręgu Wojskowego (1867–1868) | William Hayden English (ur. 27 VIII 1822, zm. 7 II 1896)    | Indiana                    | Członek Izby Reprezentantów USA (1853–1861) | 4 446 158          | 48,27              | 155/369                             | 42,01             | · James Garfield / · Chester Arthur               |
| 1884                                                                  | Grover Cleveland (ur. 18 III 1837, zm. 24 VI 1908)        | Nowy Jork              | Szeryf Hrabstwa Erie w Nowym Jorku (1871–1873) Burmistrz Buffalo (1882) Gubernator stanu Nowy Jork (1883–1885)                                                                                            | Thomas Andrews Hendricks (ur. 7 IX 1819, zm. 25 XI 1885)    | Indiana                    | Członek Izby Reprezentantów USA (1851–1855) Senator USA (1863–1869) Gubernator stanu Indiana (1873–1877)                                                                                            | 4 856 903          | 48,85              | 182/401                             | 54,61             | T                                                 |
| 1888                                                                  | Grover Cleveland (ur. 18 III 1837, zm. 24 VI 1908)        | Nowy Jork              | Szeryf Hrabstwa Erie w Nowym Jorku (1871–1873) Burmistrz Buffalo (1882) Gubernator stanu Nowy Jork (1883–1885)                                                                                            | Allen Granberry Thurman (ur. 13 XI 1813, zm. 12 XII 1895)   | Ohio                       | Senator USA (1869–1881) Przewodniczący pro tempore Senatu USA (1879–1880) | 5 534 488          | 48.63              | 168/401                             | 41,90             | · Benjamin Harrison / · Levi Morton               |
| 1892                                                                  | Grover Cleveland (ur. 18 III 1837, zm. 24 VI 1908)        | Nowy Jork              | Szeryf Hrabstwa Erie w Nowym Jorku (1871–1873) Burmistrz Buffalo (1882) Gubernator stanu Nowy Jork (1883–1885) Prezydent USA (1884–1888)                                                                  | Adlai Stevenson I (ur. 23 X 1835, zm. 14 VI 1914)           | Illinois                   | Członek Izby Reprezentantów USA (1875–1877) (1879–1881) | 5 553 898          | 46,02              | 277/444                             | 62,39             | T                                                 |
| 1896                                                                  | William Bryan (ur. 19 III 1860, zm. 26 VII 1925)          | Nebraska               | Członek Izby Reprezentantów USA (1891–1895) | Arthur Sewall (ur. 25 XI 1835, zm. 5 IX 1900)               | Maine                      | Nigdy nie pełnił publicznego stanowiska zarządczego. | 7 111 607          | 46,71              | Bryan: 176/447 Stevenson: 149/447   | P: 39,37 W: 33,33 | · William McKinley / · Garret Hobart              |
| 1900                                                                  | William Bryan (ur. 19 III 1860, zm. 26 VII 1925)          | Nebraska               | Członek Izby Reprezentantów USA (1891–1895) | Adlai Stevenson I (ur. 23 X 1835, zm. 14 VI 1914)           | Illinois                   | Członek Izby Reprezentantów USA (1875–1877) (1879–1881) Wiceprezydent USA (1893–1897) | 6 370 932          | 45,52              | 155/447                             | 34,68             | · William McKinley / · Theodore Roosevelt         |
| 1908                                                                  | William Bryan (ur. 19 III 1860, zm. 26 VII 1925)          | Nebraska               | Członek Izby Reprezentantów USA (1891–1895) | John Worth Kern (ur. 20 XII 1849, zm. 17 VIII 1917)         | Indiana                    | Prokurator federalny stanu Indiana (1897–1901) Senator stanu Indiana (1893–1897) | 6 408 979          | 43,04              | 162/483                             | 33,54             | · William Taft / · James Sherman                  |
| 1904                                                                  | Alton Brooks Parker (ur. 19 III 1860, zm. 26 VII 1925)    | Nowy Jork              | Prezes Sądu Apelacyjnego Nowego Jorku (1898–1904) | Henry Gassaway Davis (ur. 16 XI 1823, zm. 11 III 1916)      | Wirginia Zachodnia         | Senator USA (1871-1883) | 5 083 880          | 37,59              | 140/476                             | 29,41             | · Theodore Roosevelt / · Charles Warren Fairbanks |
| 1912                                                                  | Woodrow Wilson (ur. 28 XII 1856, zm. 3 II 1924)           | New Jersey             | Gubernator stanu New Jersey (1911–1913) | Thomas Riley Marshall (ur. 14 III 1854, zm. 1 VI 1925)      | Indiana                    | Gubernator stanu Indiana (1909–1913) | 6 296 284          | 41,84              | 435/531                             | 81,92             | T                                                 |
| 1916                                                                  | Woodrow Wilson (ur. 28 XII 1856, zm. 3 II 1924)           | New Jersey             | Gubernator stanu New Jersey (1911–1913) | Thomas Riley Marshall (ur. 14 III 1854, zm. 1 VI 1925)      | Indiana                    | Gubernator stanu Indiana (1909–1913) | 9 126 868          | 49,24              | 277/531                             | 52,17             | T                                                 |
| 1920                                                                  | James Middleton Cox (ur. 31 III 1870, zm. 15 VII 1957)    | Ohio                   | Członek Izby Reprezentantów USA (1909–1913) Gubernator Ohio (1917–1921) (1913–1915) | Franklin Delano Roosevelt (ur. 30 I 1882, zm. 12 IV 1945)   | Nowy Jork                  | Senator USA (1911–1913) Asystent Sekretarza Marynarki Wojennej USA (1913–1920) | 9 139 661          | 34,15              | 127/531                             | 23,92             | · Warren Harding / · Calvin Coolidge              |
| 1924                                                                  | John William Davis (ur. 13 IV 1873, zm. 24 III 1955)      | Wirginia Zachodnia     | Członek Izby Reprezentantów USA (1911–1913) Państwowy radca prawny USA (1913–1918) Ambasador USA w Wielkiej Brytanii (1918–1921)                                                                          | Charles Wayland Bryan (ur. 10 II 1867, zm. 4 III 1945)      | Nebraska                   | Burmistrz Lincoln w stanie Nebraska (1915–1917) Gubernator stanu Nebraska (1923–1925) | 8 386 242          | 28,82              | 136/531                             | 25,61             | · Calvin Coolidge / · Charles Gates Dawes         |
| 1928                                                                  | Al Smith (ur. 30 XII 1873, zm. 4 X 1944)                  | Nowy Jork              | Gubernator stanu Nowy Jork (1919–1920) (1923–1928) | Joseph Taylor Robinson (ur. 26 VIII 1872, zm. 14 VII 1937)  | Arkansas                   | Członek Izby Reprezentantów USA (1911–1913) Gubernator Arkansas (1913) Senator USA (1913–1937) Lider większości Senatu USA (1923–1933)                                                              | 15 015 464         | 40,80              | 87/531                              | 16,38             | · Herbert Hoover / · Charles Curtis               |
| 1932                                                                  | Franklin Delano Roosevelt (ur. 30 I 1882, zm. 12 IV 1945) | Nowy Jork              | Senator USA (1911–1913) Sekretarza Marynarki Wojennej USA (1913–1920) Gubernator stanu Nowy Jork (1929–1932)                                                                                              | John Nance Garner (ur. 22 XI 1868, zm. 7 XI 1967)           | Teksas                     | Członek Izby Reprezentantów USA (1903–1933) Spiker Izby Reprezentantów USA (1933–1935) | 22 821 277         | 57,41              | 472/531                             | 88,89             | T                                                 |
| 1936                                                                  | Franklin Delano Roosevelt (ur. 30 I 1882, zm. 12 IV 1945) | Nowy Jork              | Senator USA (1911–1913) Sekretarza Marynarki Wojennej USA (1913–1920) Gubernator stanu Nowy Jork (1929–1932)                                                                                              | John Nance Garner (ur. 22 XI 1868, zm. 7 XI 1967)           | Teksas                     | Członek Izby Reprezentantów USA (1903–1933) Spiker Izby Reprezentantów USA (1933–1935) | 27 752 648         | 60,80              | 523/531                             | 98,49             | T                                                 |
| 1940                                                                  | Franklin Delano Roosevelt (ur. 30 I 1882, zm. 12 IV 1945) | Nowy Jork              | Senator USA (1911–1913) Sekretarza Marynarki Wojennej USA (1913–1920) Gubernator stanu Nowy Jork (1929–1932)                                                                                              | Henry Wallace (ur. 7 X 1888, zm. 18 XI 1965)                | Iowa                       | Sekretarza Rolnictwa USA (1933–1940) | 27 313 945         | 54,74              | 449/531                             | 84,56             | T                                                 |
| 1944                                                                  | Franklin Delano Roosevelt (ur. 30 I 1882, zm. 12 IV 1945) | Nowy Jork              | Senator USA (1911–1913) Sekretarza Marynarki Wojennej USA (1913–1920) Gubernator stanu Nowy Jork (1929–1932)                                                                                              | Harry S. Truman (ur. 8 V 1884, zm. 26 XII 1972)             | Missouri                   | Senator USA (1935–1945) | 25 612 916         | 53,39              | 432/531                             | 81,36             | T                                                 |
| 1948                                                                  | Harry S. Truman (ur. 8 V 1884, zm. 26 XII 1972)           | Missouri               | Senator USA (1935–1945) Wiceprezydent USA (1945) | Alben Barkley (ur. 24 XI 1877, zm. 30 IV 1956)              | Kentucky                   | Członek Izby Reprezentantów USA (1913–1927) Senator USA (1927–1949) Lider większości Senatu USA (1937–1947)                                                                                         | 24 179 347         | 49,55              | 303/531                             | 57,06             | T                                                 |
| 1952                                                                  | Adlai Stevenson II (ur. 5 II 1900, zm. 14 VII 1975)       | Illinois               | Gubernator stanu Illinois (1949–1953) | John Sparkman (ur. 20 XII 1899, zm. 15 XI 1985)             | Alabama                    | Członek Izby Reprezentantów USA (1937–1946) Senator USA (1946–1979) | 27 375 090         | 44,33              | 89/531                              | 16,76             | · Dwight Eisenhower / · Richard Nixon             |
| 1956                                                                  | Adlai Stevenson II (ur. 5 II 1900, zm. 14 VII 1975)       | Illinois               | Gubernator stanu Illinois (1949–1953) | Estes Kefauver (ur. 26 VII 1903, zm. 10 VIII 1963)          | Tennessee                  | Członek Izby Reprezentantów USA (1939–1949) Senator USA (1949–1963) | 26 028 028         | 41,97              | 73/531                              | 13,75             | · Dwight Eisenhower / · Richard Nixon             |
| 1960                                                                  | John Fitzgerald Kennedy (ur. 29 V 1917, zm. 22 XI 1963)   | Massachusetts          | Członek Izby Reprezentantów USA (1947–1953) Senator USA (1953–1960) | Lyndon Baines Johnson (ur. 27 IV 1908, zm. 22 I 1973)       | Teksas                     | Członek Izby Reprezentantów USA (1937–1949) Senator USA (1949–1961) Lider większości Senatu USA (1955–1961)                                                                                         | 34 220 984         | 49,72              | 303/537                             | 56,42             | T                                                 |
| 1964                                                                  | Lyndon Baines Johnson (ur. 27 IV 1908, zm. 22 I 1973)     | Teksas                 | Członek Izby Reprezentantów USA (1937–1949) Senator USA (1949–1961) Lider większości Senatu USA (1955–1961) Wiceprezydent USA (1961−1963)                                                                 | Hubert Humphrey (ur. 27 V 1911, zm. 13 I 1978)              | Minnesota                  | Burmistrz Minneapolis (1945–1948) Senator USA (1949–1964) zastępca lidera większości Senatu USA (1961–1964)                                                                                         | 43 127 041         | 61,05              | 486/538                             | 90,33             | T                                                 |
| 1968                                                                  | Hubert Humphrey (ur. 27 V 1911, zm. 13 I 1978)            | Minnesota              | Burmistrz Minneapolis (1945–1948) Senator USA (1949–1964) zastępca lidera większości Senatu USA (1961–1964) Wiceprezydent USA (1965–1969)                                                                 | Edmund Muskie (ur. 28 III 1914, zm. 26 III 1996)            | Maine                      | Senator USA (1959–1980) Gubernator Maine (1955−1959) | 31 271 839         | 42,72              | 191/538                             | 35,50             | · Richard Nixon / · Spiro T. Agnew                |
| 1972                                                                  | George McGovern (ur. 19 VII 1922, zm. 21 X 2012)          | Dakota Południowa      | Członek Izby Reprezentantów USA (1957–1961) Pierwszy dyrektor programu Żywność dla pokoju (1961–1962) Senator USA (1963–1981)                                                                             | Thomas Eagleton (ur. 4 IX 1929, zm. 4 III 2007)             | Missouri                   | Prokurator generalny stanu Missouri (1961–1965) Zastępca gubernatora Missouri (1965–1968) Senator USA (1968–1987)                                                                                   | –                  | –                  | –                                   | –                 | –                                                 |
| 1972                                                                  | George McGovern (ur. 19 VII 1922, zm. 21 X 2012)          | Dakota Południowa      | Członek Izby Reprezentantów USA (1957–1961) Pierwszy dyrektor programu Żywność dla pokoju (1961–1962) Senator USA (1963–1981)                                                                             | Sargent Shriver (ur. 9 XI 1915, zm. 18 I 2001)              | Maryland                   | Dyrektor Korpusu Pokoju (1961−1966) Dyrektor Office of Economic Opportunity (1964–1968) Ambasador USA we Francji (1968–1970)                                                                        | 29 173 222         | 37,52              | 17/538                              | 3,16              | · Richard Nixon / · Spiro T. Agnew                |
| 1976                                                                  | Jimmy Carter (ur. 1 X 1924)                               | Georgia                | Senator stanu Georgia (1963−1967) Gubernator stanu Georgia (1971–1975) | Walter Mondale (ur. 5 I 1928, zm. 19 IV 2021)               | Minnesota                  | Prokurator generalny stanu Missouri (1960–1964) Senator USA (1964–1976) | 40 831 881         | 50,08              | 297/538                             | 55,20             | T                                                 |
| 1980                                                                  | Jimmy Carter (ur. 1 X 1924)                               | Georgia                | Senator stanu Georgia (1963−1967) Gubernator stanu Georgia (1971–1975) | Walter Mondale (ur. 5 I 1928, zm. 19 IV 2021)               | Minnesota                  | Prokurator generalny stanu Missouri (1960–1964) Senator USA (1964–1976) | 35 480 115         | 41,01              | 49/538                              | 9,11              | · Ronald Reagan / · George H.W. Bush              |
| 1984                                                                  | Walter Mondale (ur. 5 I 1928, zm. 19 IV 2021)             | Minnesota              | Prokurator generalny stanu Missouri (1960–1964) Senator USA (1964–1976) Wiceprezydent USA (1977–1981) | Geraldine Ferraro (ur. 26 VIII 1935, zm. 26 III 2011)       | Nowy Jork                  | Członek Izby Reprezentantów USA (1979–1985) | 37 577 352         | 40,56              | 13/538                              | 2,42              | · Ronald Reagan / · George H.W. Bush              |
| 1988                                                                  | Michael Dukakis (ur. 3 XI 1933)                           | Massachusetts          | Gubernator stanu Massachusetts (1975–1979) (1983–1991) | Lloyd Bentsen (ur. 11 II 1921, zm. 23 V 2006)               | Teksas                     | Członek Izby Reprezentantów USA (1948–1955) Senator USA (1971–1993) | 41 809 476         | 45,65              | 111/538                             | 20,63             | · George H.W. Bush / · Dan Quayle                 |
| 1992                                                                  | Bill Clinton (ur. 19 VIII 1946)                           | Arkansas               | Prokurator generalny stanu Arkansas (1977–1979) Gubernator Arkansas (1979–1981) (1983–1992) | Al Gore (ur. 31 III 1948)                                   | Tennessee                  | Członek Izby Reprezentantów USA (1977–1985) Senator USA (1985–1993) | 44 909 806         | 43,01              | 370/538                             | 68,77             | T                                                 |
| 1996                                                                  | Bill Clinton (ur. 19 VIII 1946)                           | Arkansas               | Prokurator generalny stanu Arkansas (1977–1979) Gubernator Arkansas (1979–1981) (1983–1992) | Al Gore (ur. 31 III 1948)                                   | Tennessee                  | Członek Izby Reprezentantów USA (1977–1985) Senator USA (1985–1993) | 47 401 185         | 49,24              | 379/538                             | 70,45             | T                                                 |
| 2000                                                                  | Al Gore (ur. 31 III 1948)                                 | Tennessee              | Członek Izby Reprezentantów USA (1977–1985) Senator USA (1985–1993) Wiceprezydent USA (1993–2001) | Joe Lieberman (ur. 24 II 1942)                              | Connecticut                | Prokurator generalny stanu Connecticut (1983–1989) Członek Izby Reprezentantów USA (1989–2013) | 50 999 897         | 48,38              | 266/538                             | 49,44             | · George W. Bush / · Dick Cheney                  |
| 2004                                                                  | John Kerry (ur. 11 XII 1943)                              | Massachusetts          | Zastępca gubernatora stanu Massachusetts (1983–1985) Senator USA (1985–2013) | John Edwards (ur. 10 VI 1953)                               | Karolina Północna          | Senator USA (1999–2005) | 59 028 444         | 48,27              | 251/538                             | 46,65             | · George W. Bush / · Dick Cheney                  |
| 2008                                                                  | Barack Obama (ur. 4 VIII 1961)                            | Illinois               | Senator stanu Illinois (1997–2004) Senator USA (2005–2008) | Joe Biden (ur. 20 XI 1942)                                  | Delaware                   | Senator USA (1973–2009) Przewodniczący Komisji Sprawiedliwości Senatu USA (1987–1995) Przewodniczący Komisji Spraw Zagranicznych Senatu USA (2001–2003) (2007–2009)                                 | 69 498 516         | 52,93              | 365/538                             | 67,84             | T                                                 |
| 2012                                                                  | Barack Obama (ur. 4 VIII 1961)                            | Illinois               | Senator stanu Illinois (1997–2004) Senator USA (2005–2008) | Joe Biden (ur. 20 XI 1942)                                  | Delaware                   | Senator USA (1973–2009) Przewodniczący Komisji Sprawiedliwości Senatu USA (1987–1995) Przewodniczący Komisji Spraw Zagranicznych Senatu USA (2001–2003) (2007–2009)                                 | 65 915 796         | 51,06              | 332/538                             | 61,71             | T                                                 |
| 2016                                                                  | Hillary Clinton (ur. 26 X 1947)                           | Nowy Jork              | Pierwsza dama Arkansas (1979–1981) (1983–1992) Pierwsza dama USA (1993–2001) Senator USA (2001–2009) Sekretarz stanu USA (2009−2013)                                                                      | Tim Kaine (ur. 26 II 1958)                                  | Wirginia                   | Burmistrz Richmond (1998–2001) Zastępca gubernatora stanu Wirginia (2002–2006) Gubernator stanu Wirginia (2006−2010) Przewodniczący Krajowego Komitetu Demokratów (2009–2011) Senator USA (od 2013) | 65 853 516         | 48,18              | 227/538                             | 42,19             | · Donald Trump / · Mike Pence                     |
| 2020                                                                  | Joe Biden (ur. 20 XI 1942)                                | Delaware               | Senator USA (1973–2009) Przewodniczący Komisji Sprawiedliwości Senatu USA (1987–1995) Przewodniczący Komisji Spraw Zagranicznych Senatu USA (2001–2003) (2007–2009) Wiceprezydent USA (2009–2017)         | Kamala Harris (ur. 20 X 1964)                               | Kalifornia                 | Zastępczyni prokuratora okręgowego hrabstwa Alameda (1990–1998) Prokurator okręgowa San Francisco (2004–2011) Prokurator generalna Kalifornii (2011–2017) Senator USA (od 2017)                     | 81 283 501         | 51,31              | 306/538                             | 56,88             | T                                                 |
| 2024                                                                  | Kamala Harris (ur. 20 X 1964)                             | Kalifornia             | Zastępczyni prokuratora okręgowego hrabstwa Alameda (1990–1998) Prokurator okręgowa San Francisco (2004–2011) Prokurator generalna Kalifornii (2011–2017) Senator USA (2017–2021) wiceprezydent (od 2021) | Tim Walz (ur. 6 IV 1964)                                    | Minnesota                  | Deputowany do Izby Reprezentantów Stanów Zjednoczonych (2017–2019) Gubernator stanowy Minnesoty (od 2019)                                                                                           | 75 017 613         | 48,32              | 226/538                             | 42,00             | · Donald Trump / · J.D. Vance                     |
| Źródło: Our Campaigns, US Election Atlas, Political Science Quarterly |                                                           |                        | |                                                             |                            | |                    |                    |                                     |                   |                                                   |

1. ↑  Pierwszy konwent demokratów odbył się w 1832 roku. Andrew Jackson w 1828 roku startował jako kandydat zgromadzenia narodowego Tennessee.
2. 1 2  Żaden kandydat na wiceprezydenta nie otrzymał wystarczającej liczby głosów elektorskich, więc wiceprezydenta wybrał Senat Stanów Zjednoczonych.
3. ↑  Kandydat należący do Partii Liberalno Republikańskiej, ale kandydujący z poparciem Partii Demokratycznej.
4. 1 2  Kandydat na prezydenta umarł przed głosowaniem w kolegium elektorów.
5. 1 2 3 4  Kandydaci Demokratów wygrali w wyborach powszechnych, ale przegrali w Kolegium Elektorów.
6. ↑  Zrezygnował z udziału w wyborach.